# Danny Ongais

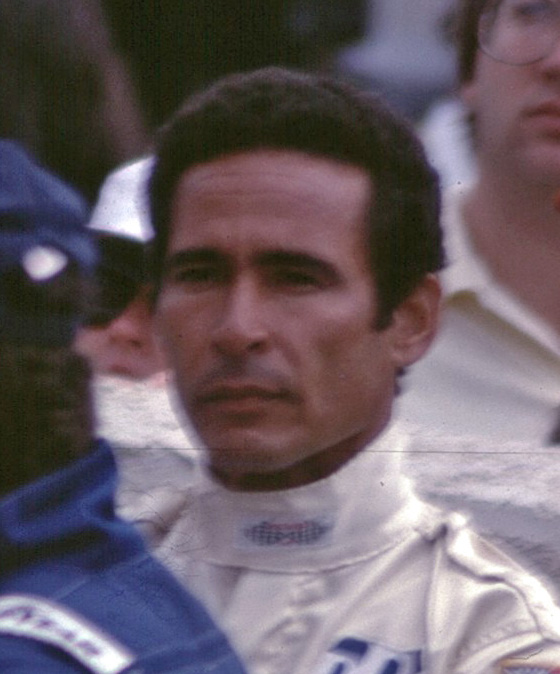
Danny Ongais in 1984.

Danny Ongais (Kahului (Hawaï), 21 mei 1942 – Anaheim (Californië), 26 februari 2022) was een Amerikaans autocoureur.

## Carrière
Ongais begon zijn carrière op motorfietsen, stapte over op dragracen en won daar in de jaren zestig een aantal kampioenschappen. Tijdens zijn diensttijd in het Amerikaans leger leerde Ongais sportwagenraces in Europa kennen, en halverwege de jaren zeventig stapte hij over van dragstrips naar circuitracen.
Hij nam in zijn carrière zes keer deel aan een Grote Prijs Formule 1. Twee keer kon hij zich niet kwalificeren voor de race en drie keer haalde hij de eindstreep niet. Zijn enige resultaat was een zevende plaats in een Penske-Ford tijdens de Grand Prix Formule 1 van Canada 1977. Datzelfde jaar reed hij ook het Championship Car (Beter bekend als Indycar) kampioenschap dat georganiseerd werd door de United States Automobile Club. Daar won hij zijn eerste race op de Michigan International Speedway. In 1978, een jaar voor het Champ Car kampioenschap van start ging won hij vijf races. Hij won achtereenvolgens in Ontario, op de Texas World Speedway, op het Canadese Mosport Park, op de Milwaukee Mile en ten slotte op de Michigan International Speedway. Daarna bleef hij nog jaren racen, maar won verder geen races meer in de Champ Car.
In 1979 won hij de 24 uur van Daytona. Hij stond elf keer aan de start van de Indianapolis 500. Zijn beste resultaat kwam er bij zijn derde deelname in 1979, hij werd toen vierde. In 1996 reed hij de Indy 500 voor de laatste keer. Hij verving Scott Brayton, die zich op poleposition had gekwalificeerd maar bij een ongeval tijdens trainingsritten voor de race om het leven kwam. Ongais vertrok de race op de 33e en laatste startplaats en kwam als zevende over de eindstreep.
Ongais overleed op 79-jarige leeftijd aan de gevolgen van hartfalen.
- Library of Congress Control Number: no2019019267
- Virtual International Authority File: 952155044718472520007